# Gruppo d'investigazione sulla criminalità organizzata
I Gruppi d'Investigazione sulla Criminalità Organizzata, meglio conosciuti con l'acronimo G.I.C.O., sono reparti d'élite della Guardia di Finanza, altamente specializzati in indagini e operazioni di polizia giudiziaria.

## Storia
Costituiti ai sensi dell'art. 12 del decreto-legge 13 maggio 1991, n.152, convertito dalla legge 12 luglio 1991 n. 203, che ha disposto l'istituzione dei Servizi Centrali ed Interprovinciali di Polizia Giudiziaria della Guardia di Finanza, della Polizia di Stato e dell'Arma dei Carabinieri, assicurano il collegamento delle attività investigative relative ai delitti di criminalità organizzata, affrontando così il fenomeno con una strategia unitaria che supera gli stretti limiti delle ordinarie competenze territoriali.
Originariamente i G.I.C.O., erano alle dipendenze dirette del Servizio centrale di investigazione sulla criminalità organizzata (S.C.I.C.O.) con sede in Roma; attualmente dipendono direttamente dai 26 Nuclei di Polizia Economico-Finanziaria delle province sede di distretto di Corte d'appello, mentre lo S.C.I.C.O. effettua attività di raccordo informativo, di coordinamento e supporto tecnico/operativo ai vari G.I.C.O..

## Organizzazione
I G.I.C.O. sono dislocati nei 26 capoluoghi di provincia ove hanno sede i Distretti di Corte di Appello e, quindi, le Direzioni Distrettuali Antimafia e Antiterrorismo.
Fra gli strumenti di indagine utilizzati dai G.I.C.O. vi è anche l'infiltrazione nelle bande criminali (operazioni sotto copertura, dette anche "undercover") attuata soprattutto nei settori della criminalità organizzata, del reimpiego dei proventi illeciti, del traffico di stupefacenti, del traffico di armi, del contrabbando, del terrorismo. 
L'esclusiva peculiarità della forza investigativa di questi Reparti si fonda nella capacità di gestire pedinamenti e osservazioni, anche per tempi molto lunghi, e nell'abilità di sviluppare accertamenti in maniera estremamente approfondita.
Tali caratteristiche permettono la ricostruzione chiara e completa di situazioni o dinamiche criminose che rimarrebbero invisibili agli occhi di qualsiasi altro reparto o corpo di polizia non specializzato.
I G.I.C.O. sono suddivisi in due grandi sezioni: G.O.A. (Gruppi Operativi Antidroga) e CRIM.OR., quest’ultima suddivisa a sua volta in sottosezioni (o drappelli):
- C.O. (Sez. Criminalità Organizzata), specializzata in attività investigativa attraverso l’ausilio di mezzi tecnici;
- M.P. (Sez. Misure di Prevenzione), specializzata nelle indagini patrimoniali finalizzate alla confisca di patrimoni illeciti;
- I.F.T. (Sez. Investigativa Finanziamento al Terrorismo), specializzata nell’analisi delle segnalazioni sospette per finanziamento al terrorismo.

I militari delle sezioni G.O.A., sono altamente specializzati e addestrati nelle attività a contrasto dell'ingente traffico nazionale ed internazionale di sostanze stupefacenti.
La sezione antiriciclaggio, precedentemente all'interno dei G.I.C.O., è stata ora assorbita da altra struttura all'interno dei Nuclei di polizia economico-finanziaria.

## Funzioni
Si tratta di Reparti di alta specializzazione nelle investigazioni di polizia giudiziaria, economica e finanziaria, che operano a contrasto dei reati di criminalità organizzata, con particolare attenzione alla lotta alla criminalità organizzata nazionale e internazionale, al terrorismo nazionale e internazionale e al finanziamento dello stesso, al traffico di sostanze stupefacenti e di armi. I militari del G.I.C.O. coniugano l'attività di intelligence, portata avanti tramite indagini tecniche, con l'attività di repressione delle fattispecie criminose, realizzata tramite l'esecuzione di operazioni ad elevato profilo di rischio. In considerazione di queste peculiarità, i militari del G.I.C.O. vengono anche impiegati a supporto di reparti territoriali qualora siano richiesti elevati standard di professionalità. I G.I.C.O. sono composti da personale volontario e motivato, selezionato e addestrato tramite corsi di formazione/mantenimento che si tengono presso la Scuola di addestramento e specializzazione della Guardia di Finanza con sede a Orvieto, centro di formazione e addestramento anche dei Reparti Antiterrorismo pronto impiego, degli istruttori di tiro, nonché degli “addetti alle operazioni fuori area” (militari del Corpo da impiegare in teatri operativi esteri).

## Armamento
I G.I.C.O. hanno a disposizione un ampio armamento, sia di tipo individuale che di Reparto.
- Armamento individuale: pistola Beretta 92 FS, pistola Beretta PX4, o a scelta dell'Operatore, Revolver Ruger SP101 cal .38 Special
- Armamento di Reparto: pistola mitragliatrice Beretta M12, fucile d'assalto Beretta SC 70/90, fucile a pompa semi-automatico Franchi SPAS-15. I G.I.C.O., oltre al suddetto arsenale (e a un ampio parco automezzi), sono supportati anche dalle più avanzate tecnologie, tra cui i binocoli a infrarossi, i visori notturni e i giubbotti antiproiettile di ultima generazione.

## Operazioni principali
- Il 25 gennaio 2017, nell’ambito dell’operazione "Stammer" effettuano il più grande sequestro di cocaina in Italia, permettendo arresti che interrompono un traffico di stupefacenti del valore di 1 miliardo e 600 milioni di euro gestito dalla 'ndrangheta in provincia di Vibo Valentia[1].
- Il 18 settembre 2019, nell'ambito dell'operazione "Carthago" effettuano un sequestro di stupefacenti , in una rete di traffico di droga presente in Trentino-Alto Adige, Lombardia, Basilicata, Campania e Puglia e a Cerignola[2].
- Il 1 luglio 2020 il G.I.C.O. di Napoli ha effettuato il più grande sequestro di droga a livello mondiale di anfetamine[3]: 14 tonnellate suddivise in circa 84 milioni di pasticche. Le pasticche sequestrate riportavano il simbolo del captagon che contraddistingue la cosiddetta “droga della Jihad” che, smerciata in tutto il Medio Oriente, è diffusa sia tra i combattenti per inibire paura e dolore, sia tra i civili perché inibisce la percezione della fatica.
- Il 18 gennaio 2023, dando seguito ad una specifica attività investigativa, militari del G.I.C.O. di Palermo scoprono il secondo covo di Matteo Messina Denaro.[4]